# Bancha
Bancha (番茶) är ett grönt te från Japan, ses ofta som ett lågkvalitativt sencha. Produktionstekniken är densamma som för sencha fast med sämre blad, specifikt de sista från skördesäsongen. Trots detta är det många som tycker mycket bra om bancha, det har en stark och fyllig smak, är lätt att brygga och passar utmärkt till mat.